# دوغلاس بيل
دوغلاس بيل هو سياسي كندي، ولد في 15 يونيو 1926 في موسجاو في كندا.